# 夢の続き (鈴木このみの曲)
「夢の続き」（ゆめのつづき）は、 鈴木このみの楽曲。3枚目のシングルとして2013年2月27日にメディアファクトリーから発売された。

## 概要
前作「DAYS of DASH」から3か月ぶりとなる3作目のシングル。表題曲「夢の続き」は、テレビアニメ『さくら荘のペットな彼女』の後期オープニングテーマに起用された。ジャケットはキャラクターデザイナー藤井昌宏による椎名ましろ、青山七海とその背後の桜の木で座っている神田空太のイラストが描かれている。

## 収録曲
1. 夢の続き [4:12][1]
  - テレビアニメ『さくら荘のペットな彼女』後期オープニングテーマ
  - 作詞：Riryka、作曲：白戸佑輔、編曲：中村タイチ
  - 七海の空太への想いを歌った曲で、友人や「夢を探して悩んでいる人たちの背中」を押す気持ちで歌ったという。また、サビでは七海の気持ちを反映したシリアスな感じに仕上がっているが、転調が激しいためレコーディングでは苦労したという[2]。
2. 囚人 -Paradox 2013- [4:59][1]
  - 作詞・作曲・編曲：ねころみん（囚人P）
3. 夢の続き（Instrumental）
4. 囚人 -Paradox 2013-（Instrumental）